# Polietileno de ultra alto peso molecular
El polietileno de ultra alto peso molecular es un polímero de la familia de los polímeros olefínicos conformado por unidades repetitivas de etileno. Se le suele designar como UHMWPE (por sus siglas en inglés, Ultra-high-molecular-weight polyethylene) o HMPE (high-modulus polyethylene). El HMPE tiene cadenas extremadamente largas, que cuentan con una masa molecular que ronda entre 3.5 y 7.5 millones de dalton. Lo que hace que el HMPE sea un material muy resistente, teniendo la mayor resistencia al impacto de cualquier termoplástico fabricado.

## Características
El UHMWPE es inodoro, insípido y no es tóxico. Incorpora todas las características del polietileno de alta densidad con las características añadidas de ser resistente a ácidos y álcalis concentrados, así como a numerosos disolventes orgánicos.  Es muy resistente a los productos químicos corrosivos excepto a los ácidos oxidantes, su absorción de humedad y coeficiente de fricción son bajo, es autolubricante y es altamente resistente a la abrasión, llegando a ser 15 veces más resistente a la abrasión que el acero al carbono. Su coeficiente de fricción es significativamente menor que el del nailon y el acetal, siendo comparable con el del teflón, pero el UHMWPE tiene una mejor resistencia a la abrasión que éste.

## Desarrollo
El polietileno de peso molecular ultra alto empezó a ser desarrollado en la década de los años 1950 por la empresa alemana Ruhrchemie AG. Debido a su resistencia al desgaste y al impacto, el UHMWPE es usado en la industria automoción. Desde la década de 1960, el UHMWPE también ha sido el material de elección para la artroplastia total de articulaciones en implantes ortopédicos y de columna.
Su punto de fusión es de alrededor de 130 a 136 °C, mientras que se vuelve frágil con temperaturas por debajo de los -150 °C. Se fabrica mediante un método de polimerización en suspensión a baja presión, y el peso molecular aumenta al tomar un tiempo de reacción prolongado. Durante el recocido el material se calienta entre 135 y 138 °C en un baño líquido de glicerol, luego el material se enfría a una velocidad de 5 a 65 °C por hora. Finalmente, el material se envuelve en una manta aislante durante 24 horas para que alcance la temperatura ambiente.
Las fibras de UHMWPE (conocido bajo el nombre de Dyneema) se producen mediante hilatura por extrusión en gel, un caso especial de hilatura en solución. Hay filamentos hechos de soluciones en forma de gel, las moléculas están dispuestas en paralelo. Estirar y termoendurecer crea una estructura cristalina que conduce a la alta resistencia de la fibra.

## Uso

### Fibras
El UHMWPE empezó a ser usado de forma comercial por la empresa holandesa, DSM, bajo el nombre comercial de Dyneema. Son geles ligeros de hebra hilados a través hilera que tiene límite elástico hasta 2.4 GPa y una densidad mínima de 0.97 g/cm3.